# Cilunculus spinicristus
Cilunculus spinicristus är en havsspindelart som beskrevs av Child, C.A. 1987. Cilunculus spinicristus ingår i släktet Cilunculus och familjen Ammotheidae. Inga underarter finns listade i Catalogue of Life.